# Falsifikabilnost
Falsifikabilnost je deduktivni standard evaluacije naučnih teorija i hipoteza, koji je uveo filozof nauke Karl Poper u svojoj knjizi Logika naučnog otkrića (1934). Teorija ili hipoteza je falsifikabilna (ili opovrgljiva) ako se može logički kontradiktirati empirijskim testom.
Poper je predložio falsifikabilnost kao temeljno rešenje problema indukcije i problema razgraničenja. On je insistirao na tome da se, kao logički kriterijum, falsifikabilnost razlikuje od srodnog koncepta „sposobnosti da se dokaže pogrešnim“ o kojem se raspravlja u Lakatosovom falsifikacionizmu. Čak i kao logičan kriterijum, njegova svrha je da učini teoriju prediktivnom i proverljivom, a samim tim koristanom u praksi.
Poper je suprotstavio falsifikabilnost intuitivno sličnom konceptu proverljivosti koji je tada bio aktuelan u logičkom pozitivizmu. On tvrdi da bi jedini način da se potvrdi tvrdnja kao što je „Svi labudovi su beli“ bio kada bi se teoretski mogli posmatrati svi labudovi, što nije moguće. Umesto toga, falsifikabilnost traži anomalnu instancu, tako da je uočavanje jednog crnog labuda teoretski razumno i dovoljno da logički falsifikuje tvrdnju. S druge strane, Dijem-Kvajnova teza kaže da su definitivni eksperimentalni falsifikati nemogući i da nijedna naučna hipoteza sama po sebi nije sposobna da napravi predviđanja, jer empirijski test hipoteze zahteva jednu ili više pozadinskih pretpostavki.
Prema Poperu, postoji čista asimetrija na logičkoj strani i falsifikabilnost nema Dijemov problem, jer je to logički kriterijum. Eksperimentalno istraživanje ima Dijemov i druge probleme, kao što je indukcija, ali, prema Poperu, statistički testovi, koji su mogući samo kada je teorija falsifikabilna, i dalje mogu biti korisni u okviru kritičke diskusije. Filozofi kao što je Debora Mejo smatraju da je Poper „nedorečen” u svom opisu naučne uloge statističkih modela i modela podataka.

## Napomene
1. ↑   Poper razmatra pojam imaginarnog stanja stvari u kontekstu naučnog realizma u Popper 1972, Chap.2, Sec.5: (naglasak dodat) „Ljudski jezik je u suštini deskriptivan (i argumentativan), i nedvosmislen opis je uvek realističan: reč je o nečemu — o nekom stanju stvari koje može biti stvarno ili imaginarno. Dakle, ako je stanje imaginarno, onda je opis jednostavno lažan i njegova negacija je pravi opis stvarnosti, u smislu Tarskog.” On nastavlja (naglasak je dodat) „Teorija Tarskog preciznije razjašnjava kojoj činjenici će odgovarati izjava P ako odgovara bilo kojoj činjenici: naime činjenica da je p. ... lažna izjava P lažna ne zato što odgovara nekom čudnom entitetu kao nečinjenica, već jednostavno zato što ne odgovara nijednoj činjenici: ne stoji u posebnom odnosu korespondencije činjenice sa bilo čim stvarnim, iako stoji u odnosu poput 'opisuje' sa lažnim stanjem stvari tog p.“
2. ↑   Poper je želeo da glavni tekst engleske verzije godine dela Logika naučnog otkrića iz 1959. godine bude u skladu sa originalom, stoga je odbio da izvrši suštinske ispravke i samo je dodao beleške i dodatke i označio ih zvezdicom (pogledajte Popper 1959, Translators' note).
3. ↑   Thornton 2016, sec. 3: „Poper je uvek pravio jasnu razliku između logike falsifikata i njene primenjene metodologije. Logika njegove teorije je krajnje jednostavna: ako na jedan crni metal ne utiče magnetno polje, ne može biti slučaj da su svi crni metali pod uticajem magnetnog polja. magnetna polja. Logički gledano, naučni zakon je definitivno falsifikabilan, iako se ne može konačno proveriti. Metodološki, međutim, situacija je mnogo složenija: nijedno posmatranje nije oslobođeno mogućnosti greške – shodno tome može se postaviti pitanje da li je naš eksperimentalni rezultat bio ono što izgleda da jeste."
4. ↑   Popper 1983, Introduction 1982: „Moramo razlikovati dva značenja izraza falsifikabilan i falsifikabilnost:
1) Falsifikabilan kao logičko-tehnički termin, u smislu demarkacionog kriterijuma falsifikabilnosti. Ovaj čisto logički koncept — principu falsifikabilan — počiva na logičkom odnosu između teorije o kojoj je reč i klase osnovnih iskaza. (ili potencijalnih falsifikatora koji su opisalini njima).
2) Falsifikabilan u smislu da se teorija o kojoj je reč može definitivno ili konačno ili dokazivo falsifikovati (da je „demonstrabilno falsifikabilna“).
Uvek sam naglašavao da čak i teorija koja je očigledno falsifikabilna u prvom smislu nikada nije falsifikabilna u ovom drugom smislu. (Iz tog razloga sam koristio izraz falsifikabilan po pravilu samo u prvom, tehničkom smislu. U drugom smislu, ja po pravilu ne govorim o falsifikabilnosti, već o falsifikovanju i njegovim problemima).“
5. ↑   Popper 1983, Introduction 1982: „Iako se prvi smisao odnosi na logičku mogućnost falsifikovanja u principu, drugi smisao se odnosi na konačan praktični eksperimentalni dokaz lažnosti. Ali ništa poput konačnog dokaza za rešavanje empirijskog pitanja ne postoji. Čitava literatura počiva na neuspehu da posmatramo ovu razliku“. Za diskusiju u vezi sa ovim nedostatkom razlike, pogledajte Rosende 2009, стр. 142.
6. ↑   „Svi labudovi su beli“ često se bira kao primer falsifikabilne izjave, jer je oko 1500 godina crni labud postojao u evropskoj mašti kao metafora za ono što ne može postojati. Da je pretpostavka o crnim labudovima u ovoj metafori tačna, izjava bi i dalje bila lažna.
7. ↑  The falsifiability criterion is formulated in terms of basic statements or observation statements without requiring that we know which ones of these observation statements correspond to actual facts. These basic statements break the symmetry, while being purely logical concepts.
8. ↑   Falsifikabilnost ne zahteva falsifikovanje. Prošli, sadašnji, pa čak i budući falsifikat bio bi problematičan zahtev: ne može se postići, jer su definitivni rigorozni falsifikati nemogući i, ako teorija ipak ispunjava ovaj uslov, ne bi bila mnogo bolja od falsifikovane teorije.
9. ↑   Poperov argument je da je induktivno zaključivanje zabluda: „Ja držim sa Hjumom da jednostavno ne postoji takav logički entitet kao što je induktivno zaključivanje; ili da su svi takozvani induktivni zaključci logički invalidni.”

## Literatura
- Andersson, Gunnar (1994). Criticism and the History of Science: Kuhn's, Lakatos's and Feyerabend's Criticisms of Critical Rationalism. Leiden: New York : Kòln: E.J. Brill.
- Andersson, Gunnar (2016). „The Problem of the Empirical Basis in Critical Rationalism”.  Ур.: Shearmur, Jeremy; Stokes, Geoffrey. The Cambridge Companion to Popper. Cambridge Companions to Philosophy. Cambridge, UK; New York: Cambridge University Press. стр. 125—142. ISBN 9781139046503. OCLC 925355415. doi:10.1017/cco9781139046503.005.
- „Bundle up your hypotheses”. Understanding Science: how science really works. Berkeley, University of California. 18. 4. 2022.
- Broad, W. J. (2. 11. 1979). „Paul Feyerabend: Science and the Anarchist”. Science (на језику: енглески). 206 (4418): 534—537. Bibcode:1979Sci...206..534B. ISSN 0036-8075. PMID 386510. doi:10.1126/science.386510.
- Chalmers, Alan F. (2013). What Is This Thing Called Science? (4th изд.). Indianapolis: Hackett Publishing Company. ISBN 9781624660382. OCLC 847985678.
- Chiasma (2017). „On falsifiability and the null hypothesis in discussions and debates”.
- Creath, Richard (2017) [First published 2011]. „Logical Empiricism”.  Ур.: Zalta, Edward N. Stanford Encyclopedia of Philosophy (Fall 2017 изд.). Архивирано из оригинала 14. 6. 2020. г. Приступљено 21. 4. 2020.
- Couvalis, George (1997). The Philosophy of Science: Science and Objectivity. SAGE Publications. ISBN 978-0-7619-5101-8.
- Cruzan, Mitchell B. (2018). Evolutionary Biology: A Plant Perspective. Oxford University Press. ISBN 9780190882686.
- Darwin, Charles (1869). On the Origin of Species by Means of Natural Selection, or the Preservation of Favoured Races in the Struggle for Life (5th изд.). London: John Murray. Архивирано из оригинала 17. 9. 2011. г. Приступљено 22. 2. 2009.
- Daubert v. Merrell Dow Pharmaceuticals, Inc. (US Supreme Court 1993). Text
- Dawkins, Richard (1986). The Blind Watchmaker. New York: W. W. Norton & Company, Inc. ISBN 0-393-31570-3.
- Dawkins, Richard (1995). River Out of Eden. New York: Basic Books. ISBN 0-465-06990-8.
- Dienes, Zoltan (2008). Understanding Psychology as a Science: An Introduction to Scientific and Statistical Inference. New York: Palgrave Macmillan. ISBN 978-0230542303. OCLC 182663275.
- Ebbinghaus, H.-D. (2017). „Extended Logics: The General Framework”.  Ур.: Barwise, J.; Feferman, S. Model-Theoretic Logics. Perspectives in Logic. Cambridge University Press. ISBN 9781316717158. doi:10.1017/9781316717158.
- Einstein, Albert (2010) [First published 1923]. „Geometry and Experience”. Sidelights on Relativity. New York: Dover Publications. стр. 27. ISBN 978-0-486-24511-9.
- Elgin, Mehmet; Sober, Elliott (2017). „Popper's Shifting Appraisal of Evolutionary Theory”. The Journal of the International Society for the History of Philosophy of Science. 7 (1): 31—55.
- „Federal Rules of Evidence 702 (Notes)”. Cornell Law School. Legal Information Institute. 26. 4. 2011. Архивирано из оригинала 12. 6. 2018. г. Приступљено 28. 5. 2018.
- „Federal Rules of Evidence” (PDF). United States Courts. Federal Judiciary of the United States. Архивирано (PDF) из оригинала 19. 11. 2017. г. Приступљено 19. 11. 2017.
- Feldman, Burton; Williams, Katherine (2007).  Williams, Katherine, ур. 112 MERCER STREET: Einstein, Russell, Godel, Pauli, and the End of Innocence in Science. New York: Arcade Publishing.
- Feigl, Herbert (1978). „Positivism”. Encyclopædia Britannica. Архивирано из оригинала 22. 4. 2020. г. Приступљено 3. 5. 2020.
- Feyerabend, Paul (1978). Science in a Free Society. London: NLB. ISBN 0-86091-008-3.
- Feyerabend, Paul (1978). „On the Critique of Scientific Reason”.  Ур.: Wartofsky, M.W.; Feyerabend, P.K.; Cohen, R.S. Essays in Memory of Imre Lakatos. Boston Studies in the Philosophy and History of Science. 39. стр. 109—143.
- Feyerabend, Paul (1981). Problems of Empiricism: Volume 2: Philosophical Papers. Cambridge University Press, 1985. ISBN 9780521316415.
- Feyerabend, Paul (1993) [First published 1975]. Against Method: Outline of an Anarchistic Theory of Knowledge (3rd изд.). Verso. ISBN 978-0-86091-646-8.
- Fine, Kit (2019). „Verisimilitude and Truthmaking”. Erkenntnis. 86 (5): 1239—1276. S2CID 203071483. doi:10.1007/s10670-019-00152-z.
- Fisher, R.A. (1930). The genetical theory of natural selection. Рипол Классик. ISBN 978-1-176-62502-0. Архивирано из оригинала 12. 6. 2020. г. Приступљено 12. 6. 2020.
- Garcia, Carlos E. (2006). Popper's Theory of Science: An Apologia. Continuum Studies in Philosophy. London; New York: Continuum. ISBN 0826490263. OCLC 62742611.
- Gelman, Andrew; Shalizi, Cosma Rohilla (2013). „Philosophy and the practice of Bayesian statistics”. British Journal of Mathematical and Statistical Psychology. 66 (1): 8—38. PMC 4476974 . PMID 22364575. arXiv:1006.3868 . doi:10.1111/j.2044-8317.2011.02037.x.
- Grayling, A.C. (2019). The history of philosophy. New York: Penguin. ISBN 9780241304556. OCLC 1054371393.
- Greenland, Sander (1998). „Induction versus Popper: substance versus semantics”. International Epidemiological Association. 27 (4): 543—548. PMID 9758105. doi:10.1093/ije/27.4.543 .
- Harding, Sandra (1976). „Introduction”. Can theories be refuted?: essays on the Duhem–Quine thesis. Springer Science & Business Media. стр. IX—XXI. ISBN 978-90-277-0630-0.
- Hawthorne, James (19. 3. 2018). „Inductive Logic”.  Ур.: Zalta, Edward N. Stanford Encyclopedia of Philosophy.
- Henderson, Leah (2018). „The Problem of Induction”.  Ур.: Zalta, Edward N. Stanford Encyclopedia of Philosophy (Summer 2018 изд.). Архивирано из оригинала 3. 7. 2019. г. Приступљено 7. 1. 2020.
- Howson, Colin (2000). Hume's Problem: Induction and the Justification of Belief. Oxford: Clarendon Press. ISBN 9780198250371. doi:10.1093/0198250371.001.0001.
- Johnson-Laird, P. N. (2006). How we reason. Oxford University Press.
- Kaye, David H. (2005). „On 'Falsification' and 'Falsifiability': The First Daubert Factor and the Philosophy of Science”. Jurimetrics. 45 (4): 473—481. JSTOR 29762910. SSRN 767086 .
- Keuth, Herbert (2005) [Published in German 2000]. The Philosophy of Karl Popper (1st English изд.). Cambridge, UK; New York: Cambridge University Press. ISBN 9780521548304. OCLC 54503549.
- Krafka, Carol L.; Miletich, D. Dean P.; Cecil, Joe S.; Dunn, Meghan A.; Johnson, Mary T. (септембар 2002). „Judge and Attorney Experiences, Practices, and Concerns Regarding Expert Testimony in Federal Civil Trials” (PDF). Psychology, Public Policy, and Law. 8 (3): 309—332. doi:10.1037/1076-8971.8.3.309. Архивирано из оригинала 11. 4. 2020. г.
- Kuhn, Thomas S. (1970) [Reprinted Kuhn 1974]. „Logic of Discovery or Psychology of Research?”.  Ур.: Lakatos, Imre; Musgrave, Alan. Criticism and the Growth of Knowledge. Proceedings of the International Colloquium in the Philosophy of Science. 4. London: Cambridge University Press. ISBN 0521078261. OCLC 94900.
- Kuhn, Thomas S. (1974) [First published Kuhn 1970]. „Logic of Discovery or Psychology of Research?”.  Ур.: Schilpp, Paul Arthur. The Philosophy of Karl Popper. II. Illinois: Open Court. стр. 798—819. ISBN 0875481426. OCLC 2580491.
- Kuhn, Thomas S. (1996) [First published 1962]. The Structure of Scientific Revolutions (3rd изд.). Chicago: University of Chicago Press. ISBN 9780226458076. OCLC 34548541.
- Lakatos, Imre (1974) [Reprinted Lakatos 1978, стр. 139–167]. „Popper on demarcation and induction”.  Ур.: Schilpp, Paul Arthur. The Philosophy of Karl Popper. I. Illinois: Open Court. стр. 241—273. ISBN 0875481418.
- Lakatos, Imre (1978).  Worrall, John; Curry, Gregory, ур. The Methodology of Scientific Research Programmes: Volume 1: Philosophical Papers (1980 изд.). Cambridge, UK: Cambridge University Press. ISBN 0-521-28031-1.
- Lehmann, Erich Leo (1993). „The Fisher, Neyman-Pearson Theories of Testing Hypotheses: One Theory or Two?”. Journal of the American Statistical Association. 88 (424): 1242—249. JSTOR 2291263. doi:10.2307/2291263.
- Leitgeb, Hannes; Carus, André (2021). „Rudolf Carnap”.  Ур.: Edward N. Zalta. The Stanford Encyclopedia of Philosophy. Приступљено 11. 9. 2021.
- MacLennan, Bruce J. (2021). Word and Flux: The Discrete and the Continuous in Computation, Philosophy, and Psychology. Volume I: From Pythagoras to the Digital Computer, The Intellectual Roots of Symbolic Artificial Intelligence, with a Summary of Volume II Continuous Theories of Knowledge (PDF) (Book in preparation, comments invited).
- Martin, Eric (2017). „Science and Ideology”. Internet Encyclopedia of Philosophy. Архивирано из оригинала 4. 11. 2019. г. Приступљено 4. 11. 2019.
- Maxwell, Grover (1974). „Corroboration without demarcation”.  Ур.: Schilpp, Paul Arthur. The Philosophy of Karl Popper. I. Illinois: Open Court. стр. 292—321. ISBN 9780875481418.
- Mayo, Deborah G. (2018). Statistical Inference as Severe Testing: How to Get Beyond the Statistics Wars. United Kingdom: Cambridge University Press.
- McLean v. Arkansas Board of Education (Eastern District of Arkansas 5 January 1982). Text
- Miller, David (1994). Critical Rationalism: A Restatement and Defence. Chicago: Open Court. ISBN 9780812691979. OCLC 30353251.
- Miller, David (2000). „Sokal and Bricmont: Back to the Frying Pan” (PDF). Pli. 9: 156—73. Архивирано из оригинала (PDF) 28. 9. 2007. г.
- Morris, William Edward; Brown, Charlotte R. (2021). „David Hume”. The Stanford Encyclopedia of Philosophy.
- Muehlenbein, M.P. (2010). Human Evolutionary Biology. Cambridge University Press.
- Musgrave, Alan (1976). „Method or Madness?: Can the Methodology of Research Programmes Be Rescued From Epistemological Anarchism?”.  Ур.: Cohen, R.S.; Feyerabend, P.K.; Wartofsky, M. W. Essays in Memory of Imre Lakatos. Dordrecht: D. Reidel. стр. 457—491.
- Nola, Robert; Sankey, Howard (2014). Theories of Scientific Method: an Introduction. Routledge. ISBN 9781317493488.
- Pennock, Robert T. (2000). Tower of Babel: The Evidence Against the New Creationism. A Bradford Book. MIT Press. ISBN 978-0262661652. OCLC 39262003. doi:10.7551/mitpress/6870.001.0001.
- Pera, Marcello (1989). „Methodological Sophisticationism: A Degenerating Project”.  Ур.: Gavroglou, Kōstas; Goudaroulis, Yorgos; Nicolacopoulos, Pantelis. Imre Lakatos and Theories of Scientific Change. Boston Studies in the Philosophy of Science. 111. Dordrecht; Boston: Kluwer Academic Publishers. стр. 169—187. ISBN 902772766X. OCLC 17982125. doi:10.1007/978-94-009-3025-4.
- Popper, Karl (1959). The Logic of Scientific Discovery (2002 pbk; 2005 ebook изд.). Routledge. ISBN 978-0-415-27844-7.
- Popper, Karl (1962). Conjectures and Refutations: The Growth of Scientific Knowledge (2002 изд.). London: Routledge. ISBN 978-0-415-28594-0. excerpt: Science as Falsification
- Popper, Karl (1972). Objective Knowledge: An Evolutionary Approach (2003 изд.). New York: Oxford University Press. ISBN 978-0198750246.
- Popper, Karl (1974). „Replies to my Critics”.  Ур.: Schilpp, Paul Arthur. The Philosophy of Karl Popper. II. Illinois: Open Court. стр. 961—1197. ISBN 0875481426.
- Popper, Karl (1978). „Natural Selection and the Emergence of Mind”. Dialectica. 32 (3/4): 339—355. JSTOR 42970324. doi:10.1111/j.1746-8361.1978.tb01321.x.
- Popper, Karl (1980). „Evolution”. Letters. New Scientist. св. 87 бр. 1215. Reed Business Information. стр. 611.[мртва веза]
- Popper, Karl (1983) [Originally written in 1962].  Bartley, III, ур. Realism and the Aim of Science: From the Postscript to The Logic of Scientific Discovery. London; New York: Routledge. ISBN 0-415-08400-8. OCLC 25130665. doi:10.4324/9780203713969.
- Popper, Karl (1994).  Notturno, Mark A., ур. The Myth of the Framework: In Defence of Science and Rationality. London; New York: Routledge. ISBN 9780415113205. OCLC 30156902. doi:10.4324/9780203535806.
- Popper, Karl (1995) [Original version in 1945]. The Open Society and Its Enemies. Routledge.
- Ridley, Mark (2003). Evolution (3rd изд.). Blackwell Publishing. ISBN 1-4051-0345-0.
- Rosende, Diego L. (2009). „Popper on Refutability: Some Philosophical and Historical Questions”.  Ур.: Parusnikova, Zuzana; Cohen, Robert S. Rethinking Popper. Boston Studies in the Philosophy of Science. Springer. стр. 135–154. ISBN 9781402093371. OCLC 260208425. doi:10.1007/978-1-4020-9338-8_11.
- Rudge, David W. (2005). „The Beauty of Kettlewell's Classic Experimental Demonstration of Natural Selection”. BioScience. 55 (4): 369—375. doi:10.1641/0006-3568(2005)055[0369:TBOKCE]2.0.CO;2 .
- Ruse, Michael (2010). Science and Spirituality: Making Room for Faith in the Age of Science. Cambridge, UK; New York: Cambridge University Press. ISBN 978-0-521-75594-8. OCLC 366517438. doi:10.1017/CBO9780511676338.
- Russell, Bertrand (1998) [First published 1912]. The Problems of Philosophy. Oxford University Press.
- Russell, Bertrand (1948) [First published 1923]. Human Knowledge: Its Scope and Limits. George Allen and Uunwin.
- Rynasiewicz, Robert A. (1983). „Falsifiability and the Semantic Eliminability of Theoretical Languages.”. The British Journal for the Philosophy of Science. 34 (3): 225—241. JSTOR 687321. doi:10.1093/bjps/34.3.225. Приступљено 3. 5. 2021.
- Shea, Brendan (2020). „Karl Popper: Philosophy of Science”. Internet Encyclopedia of Philosophy.
- Simon, Herbert A.; Groen, Guy J. (1973). „Ramsey Eliminability and the Testability of Scientific Theories”. The British Journal for the Philosophy of Science. 24 (4): 367—380. JSTOR 686617. doi:10.1093/bjps/24.4.367. Приступљено 6. 5. 2021.
- Simon, Herbert A. (1985). „Quantification of Theoretical Terms and the Falsifiability of Theories”. The British Journal for the Philosophy of Science. 36 (3): 291—298. JSTOR 687572. doi:10.1093/bjps/36.3.291. Приступљено 5. 5. 2021.
- Smith, Peter K. (2000). „Philosophie of science and its relevance for the social sciences”.  Ур.: Burton, Dawn. Research Training for Social Scientists: A Handbook for Postgraduate Researchers. Los Angeles: Sage Publications. стр. 5—20. ISBN 0-7619-6351-0. Архивирано из оригинала 18. 8. 2016. г. Приступљено 27. 1. 2016.
- Sokal, Alan D.; Bricmont, Jean (1998) [Published in French 1997]. Fashionable Nonsense: Postmodern Intellectuals' Abuse of Science. New York: Picador. ISBN 0312195451. OCLC 39605994.
- Thompson, N.S. (1981). „Toward a falsifiable theory of evolution.”.  Ур.: Bateson, P.G.; Klopfer, P.H. Perspectives in ethology. 4. New York: Plenum Publishing. стр. 51—73.
- Theobald, Douglas L. (2006). „29+ Evidences for Macroevolution: The Scientific Case for Common Descent, Version 2.87”. The Talk.Origins Archive. Архивирано из оригинала 14. 5. 2011. г. Приступљено 21. 4. 2020.
- Thornton, Stephen (2007). „Popper, Basic Statements and the Quine-Duhem Thesis”. Yearbook of the Irish Philosophical Society. 9.
- Thornton, Stephen (2016) [First published 1997]. „Karl Popper”.  Ур.: Zalta, Edward N. Stanford Encyclopedia of Philosophy (Summer 2017 изд.). Архивирано из оригинала 18. 3. 2019. г. Приступљено 19. 6. 2018.
- Uebel, Thomas (2019) [First published 2006]. „Vienna Circle”.  Ур.: Zalta, Edward N. Stanford Encyclopedia of Philosophy (Summer 2017 изд.). Архивирано из оригинала 25. 2. 2021. г. Приступљено 22. 4. 2020.
- Urban, Patricia (2016) [First published 2012]. Archaeological Theory in Practice. Routledge. ISBN 9781351576192.
- Waddington, C.H. (1959). „Evolutionary Adaptation”. Perspectives in Biology and Medicine. Johns Hopkins University Press. 2 (4): 379—401. ISSN 1529-8795. PMID 13667389. S2CID 9434812. doi:10.1353/pbm.1959.0027.
- Wallis, Claudia (7. 8. 2005). „The Evolution Wars”. Time. PMID 16116981. Архивирано из оригинала 9. 9. 2019. г. Приступљено 9. 1. 2020.
- Watkins, John (1970). „Against 'Normal Science'”.  Ур.: Lakatos, Imre; Musgrave, Alan. Criticism and the Growth of Knowledge. Proceedings of the International Colloquium in the Philosophy of Science. 4. London: Cambridge University Press. стр. 25—37. ISBN 0521078261. OCLC 94900.
- Watkins, John W.N. (1984). Science and Scepticism. Princeton University Press. ISBN 0691072949.
- Watkins, John (1989). „The Methodology of Scientific Research Programmes: A Retrospect”. Imre Lakatos and Theories of Scientific Change. Boston Studies in the Philosophy of Science. 3. Dordrecht: Springer. стр. 3—13. ISBN 978-94-010-7860-3. doi:10.1007/978-94-009-3025-4.
- Wigmore, Ivy (2017). „Falsifiability”.
- Wilkinson, Mick (2013). „Testing the null hypothesis: the forgotten legacy of Karl Popper?” (PDF). Journal of Sports Sciences. 31 (9): 919—920. PMID 23249368. S2CID 205512848. doi:10.1080/02640414.2012.753636.
- Yehuda, Elkana (2018). „Einstein and God”. Einstein for the 21st Century: His Legacy in Science, Art, and Modern Culture. Princeton University Press. стр. 35–47. ISBN 9780691177908.
- Zahar, E. G. (1983). „The Popper-Lakatos Controversy in the Light of 'Die Beiden Grundprobleme Der Erkenntnistheorie'”. The British Journal for the Philosophy of Science. 34 (2): 149—171. JSTOR 687447. doi:10.1093/bjps/34.2.149.
- Binns, Peter (март 1978). „The Supposed Asymmetry between Falsification and Verification”. Dialectica. 32 (1): 29—40. JSTOR 42971398. doi:10.1111/j.1746-8361.1978.tb01300.x.
- Blaug, Mark (1992). The Methodology of Economics: Or, How Economists Explain. Cambridge University Press. ISBN 978-0-521-43678-6.
- Chapman, Siobhan (2008). Language and Empiricism: After the Vienna Circle. Palgrave Macmillan. ISBN 9780230524767.
- Corfield, David; Schölkopf, Bernhard; Vapnik, Vladimir (јул 2009). „Falsificationism and Statistical Learning Theory: Comparing the Popper and Vapnik-Chervonenkis Dimensions”. Journal for General Philosophy of Science. 40 (1): 51—58. JSTOR 40390670. doi:10.1007/s10838-009-9091-3 .
- Dardashti, R.; Dawid, R.; Thébault, K., ур. (2019). Why Trust a Theory?: Epistemology of Fundamental Physics. Cambridge: Cambridge University Press. ISBN 9781108671224. S2CID 219957500. doi:10.1017/9781108671224.
- De Pierris, Graciela; Friedman, Michael (4. 6. 2008). „Kant and Hume on Causality”.  Ур.: Zalta, Edward N. Stanford Encyclopedia of Philosophy (Winter 2013 изд.). Архивирано из оригинала 17. 3. 2019. г. Приступљено 18. 6. 2018.
- Derksen, A. A. (новембар 1985). „The Alleged Unity of Popper's Philosophy of Science: Falsifiability as Fake Cement”. Philosophical Studies. 48 (3): 313—336. JSTOR 4319794. S2CID 171003093. doi:10.1007/BF01305393.
- Duhem, Pierre (1906). La théorie physique: son objet et sa structure (на језику: француски). Chevalier & Rivière.
- Duhem, Pierre (1991) [First published 1954]. The Aim and Structure of Physical Theory. Princeton University Press. ISBN 0-691-02524-X.
- Elena, Santiago F.; Lenski, Richard E. (2003). „Evolution experiments with microorganisms: the dynamics and genetic bases of adaptation”. Nature Reviews Genetics. 4 (6): 457—469. PMID 12776215. S2CID 209727. doi:10.1038/nrg1088.
- Elkana, Yehuda (2018). „Einstein and God”.  Ур.: Galison, P.L.; Holton, G.; Schweber, S.S. Einstein for the 21st Century: His Legacy in Science, Art, and Modern Culture. Princeton University Press.
- Ferguson, Christopher J.; Heene, Moritz (2012). „A Vast Graveyard of Undead Theories: Publication Bias and Psychological Science's Aversion to the Null”. Perspectives on Psychological Science. 7 (6): 555—561. PMID 26168112. S2CID 6100616. doi:10.1177/1745691612459059 .
- Garcia-Duque, Carlos Emilio (2002). Four Central Issues in Popper's Theory of Science (Теза). University of Florida. OCLC 51946605.
- Gawronski, Bertram; Bodenhausen, Galen V. (7. 1. 2015) [12 November 2014]. „Theory Evaluation”. Theory and Explanation in Social Psychology. Guilford Publications. ISBN 978-1-4625-1848-7. Архивирано из оригинала 7. 6. 2020. г. Приступљено 5. 6. 2020.
- Hume, David (1896) [First published 1739]. A Treatise of Human Nature (PDF). Oxford: Clarendon Press. OCLC 779563. Falsifikabilnost на веб-сајту . Архивирано из оригинала (PDF) 10. 8. 2019. г.
- Johansson, Lars-Goran (2015). „Theories About the Development of Science”. Philosophy of Science for Scientists. Cham: Springer. стр. 106—108. ISBN 9783319265490. OCLC 923649072. doi:10.1007/978-3-319-26551-3_6.
- Kant, Immanuel (1787).  Guyer, Paul; Wood, Allen W, ур. Critique of Pure Reason. The Cambridge edition of the works of Immanuel Kant (1998 изд.). Cambridge, UK; New York: Cambridge University Press. ISBN 9780521354028. OCLC 36438781. doi:10.1017/cbo9780511804649.
- Kasavin, Ilya; Blinov, Evgeny (2012). „Hume and Contemporary Philosophy: Legacy and Prospects”.  Ур.: Ilya Kasavin. David Hume and Contemporary Philosophy. Cambridge Scholars. стр. 1—9. ISBN 9781443841313. OCLC 817562250. Архивирано из оригинала 17. 9. 2016. г.
- Koterski, Artur (2011). „The Rise and Fall of Falsificationism in the Light of Neurath's Criticism1”.  Ур.: Dieks, Dennis Geert Bernardus Johan; Gonzalez, Wenceslao J.; Hartmann, Stephan; Uebel, Thomas; Weber, Marcel. Explanation, Prediction, and Confirmation. Philosophy of Science in a European Perspective. 2. New York: Springer. стр. 487—498. ISBN 9789400711792. OCLC 706920414. doi:10.1007/978-94-007-1180-8_33.
- Lange, Marc (2008). „Hume and the Problem of Induction”.  Ур.: Gabbay, Dov M.; Woods, John. Inductive Logic. Handbook of the History of Logic. 10. Amsterdam; Boston: Elsevier. стр. 43—91. CiteSeerX 10.1.1.504.2727 . ISBN 9780444529367. OCLC 54111232.
- Maxwell, Nicholas (2017). „Popper, Kuhn, Lakatos and Aim-Oriented Empiricism”. Karl Popper, Science and Enlightenment. London: UCL Press. стр. 42—89. ISBN 9781787350397. OCLC 1004353997. doi:10.14324/111.9781787350397 .
- McGinn, Colin (2002). „Looking for a Black Swan”. The New York Review of Books (21 November 2002): 46—50. Архивирано из оригинала 14. 6. 2020. г. Приступљено 22. 4. 2020.
- Merritt, David (фебруар 2017). „Cosmology and convention”. Studies in History and Philosophy of Science Part B: Studies in History and Philosophy of Modern Physics. Elsevier. 57: 41—52. Bibcode:2017SHPMP..57...41M. S2CID 119401938. arXiv:1703.02389 . doi:10.1016/j.shpsb.2016.12.002 .
- Miller, David (2006). Out of Error: Further Essays on Critical Rationalism. Aldershot, UK; Burlington, VT: Ashgate. ISBN 9780754650683. OCLC 57641308.
- Miller, David (2014). „Some Hard Questions for Critical Rationalism”. Discusiones Filosóficas. 15 (24): 15—40. ISSN 0124-6127. Архивирано из оригинала 12. 6. 2018. г. Приступљено 11. 6. 2018.
- Niiniluoto, Ilkka (1984) [Chapter first published 1978]. „Notes on Popper as Follower of Whewell and Peirce”. Is Science Progressive?. Synthese Library. 177. Dordrecht; Boston: D. Reidel. стр. 18—60. ISBN 9027718350. OCLC 10996819. doi:10.1007/978-94-017-1978-0_3.
- Ploch, Stefan (2003). „Metatheoretical problems in phonology with Occam's Razor and non-ad-hoc-ness”. Living on the Edge: 28 Papers in Honour of Jonathan Kaye. Studies in Generative Grammar. 62.
- Popper, Karl (1976).  Bartley III, William W., ур. Unended Quest: An Intellectual Autobiography (2002 изд.). London and New York: Routledge. ISBN 0415285895. Архивирано из оригинала 5. 10. 2020. г. Приступљено 3. 9. 2020.
- Popper, Karl (26. 2. 1982). „Les chemins de la verite: L'Express va plus loin avec Karl Popper”. L'Express (интервју). Интервју са S. Lannes and A. Boyer. стр. 82—88.
- Popper, Karl (1989). „Zwei Bedeutungen von Falsifizierbarkeit [Two meanings of falsifiability]”.  Ур.: Seiffert, H.; Radnitzky, G. Handlexikon der Wissenschaftstheorie [Dictionary of epistemology] (на језику: немачки) (1992 изд.). München: Deutscher Taschenbuch Verlag. ISBN 3-423-04586-8.
- Popper, Karl (1992) [Originally written in 1962].  Bartley III, W.W., ур. Quantum Theory and the Schism in Physics: From the Postscript to the Logic of Scientific Discovery (2005 изд.). London; New York: Routledge. ISBN 0415091128. OCLC 26159482. doi:10.4324/9780203713990.
- Popper, Karl (2009) [Manuscript 1933, Published in German 1979].  Eggers Hansen, Troels, ур. The Two Fundamental Problems of the Theory of Knowledge. Превод: Pickel, Andreas. London; New York: Routledge. ISBN 9780415394314. OCLC 212627154. doi:10.4324/9780203371107.
- Rescher, Nicholas (1977). „Confirmationism vs. Falsificationism”. Dialectics: A Controversy-Oriented Approach to the Theory of Knowledge. Albany: State University of New York Press. стр. 119–123. ISBN 087395372X. OCLC 3034395.
- Rescher, Nicholas (1989). „Generality Preference and Falsificationism”. Cognitive Economy: The Economic Dimension of the Theory of Knowledge. Pittsburgh: University of Pittsburgh Press. стр. 118–123. ISBN 0822936178. OCLC 19264362.
- Watkins, John (1974). „The Unity of Popper's Thought”.  Ур.: Schilpp, Paul Arthur. The Philosophy of Karl Popper. I. Illinois: Open Court. стр. 371–412. ISBN 0875481418. OCLC 2580491.
- Woit, Peter (2018). „Beyond Falsifiability”. Not even wrong.